# Vassili Sourikov
Vassili Ivanovitch Sourikov (en russe : Василий Иванович Суриков) (12 janvier 1848 (24 janvier dans le calendrier grégorien) – 6 mars 1916 (19 mars dans le calendrier grégorien) est un peintre réaliste russe appartenant aux peintres ambulants (Передвижники) (mouvement artistique russe, 1870-1923).
Il est le plus grand des peintres russes de scènes historiques de grande échelle. Ses chefs-d'œuvre font partie des peintures les plus connues de Russie.

## Biographie
Sourikov nait à Krasnoïarsk, dans une famille de Cosaques installée depuis longtemps en Sibérie. Après avoir fait ses études générales sur sa terre natale, un mécène de Kranoïarsk, marchand d'or, Piotr Kouznetsov lui paye le voyage et ses frais de séjours à Saint-Pétersbourg où il part étudier de 1869 à 1871 à l'académie impériale des Beaux-Arts de Saint-Pétersbourg sous la tutelle de Pavel Tchistiakov.
En 1877, Sourikov s'installe à Moscou, où il contribue à d'imposantes fresques de la cathédrale du Christ-Sauveur. En 1878, il épouse Élisabeth Charais, une petite-fille du décembriste Svistounov (ru). En 1881 il rejoint le mouvement des peintres ambulants. À partir de 1893 il est membre titulaire de l'académie des arts de Saint-Pétersbourg. 
En 1910, Surikov et son gendre, Piotr Kontchalovski, visitent l'Espagne. 
Au cours de l'été 1914, il se rend à Krasnoïarsk, où il peint de nombreux paysages.
La dernière œuvre de l’artiste fut le tableau L’Annonciation, conservé au Musée d’art de Krasnoïarsk).
En 1915, Sourikov part se faire soigner en Crimée.
Décède en 1916 à Moscou, il est enterré au cimetière Vagankovo.
Vassili Sourikov a peint des scènes reflétant la vie de gens ordinaires de la Russie d'autrefois. Un aspect remarquable de son œuvre est sa manière originale de représenter l'espace (voir perspective non linéaire) et le mouvement des gens.
L'institut d'art de Moscou ainsi qu'une rue moscovite portent son nom. Un musée consacré au peintre fut ouvert en 1948 dans sa maison natale qui appartient actuellement au musée. On peut entre autres y voir quelques-unes de ses œuvres, mais c'est dans la galerie Tretiakov ainsi qu'au Musée russe  et au Musée d'État des Beaux-Arts de Krasnoïarsk-Vassili Sourikov que sont exposées les plus significatives d'entre elles. Un monument en son honneur fut inauguré à Krasnoïarsk en 1954 par ses arrière-petits-fils, Nikita Mikhalkov et Andreï Kontchalovski.

## Œuvres principales
- Le Matin de l'exécution des streltsy (1881), galerie Tretiakov.
- Menchikov à Beriozovo (1883), galerie Tretiakov.
- La Boyarine Morozova (1887), galerie Tretiakov (voir l'article sur les Vieux-croyants).
- La Prise de la forteresse de neige (1891) Musée russe.
- Conquête de la Sibérie par Ermak (1895), Musée russe, Saint-Pétersbourg
- La Traversée des Alpes de Souvorov (1899), Musée russe.
- Stepan Razine (commencé en 1910), Musée russe.

## Galerie

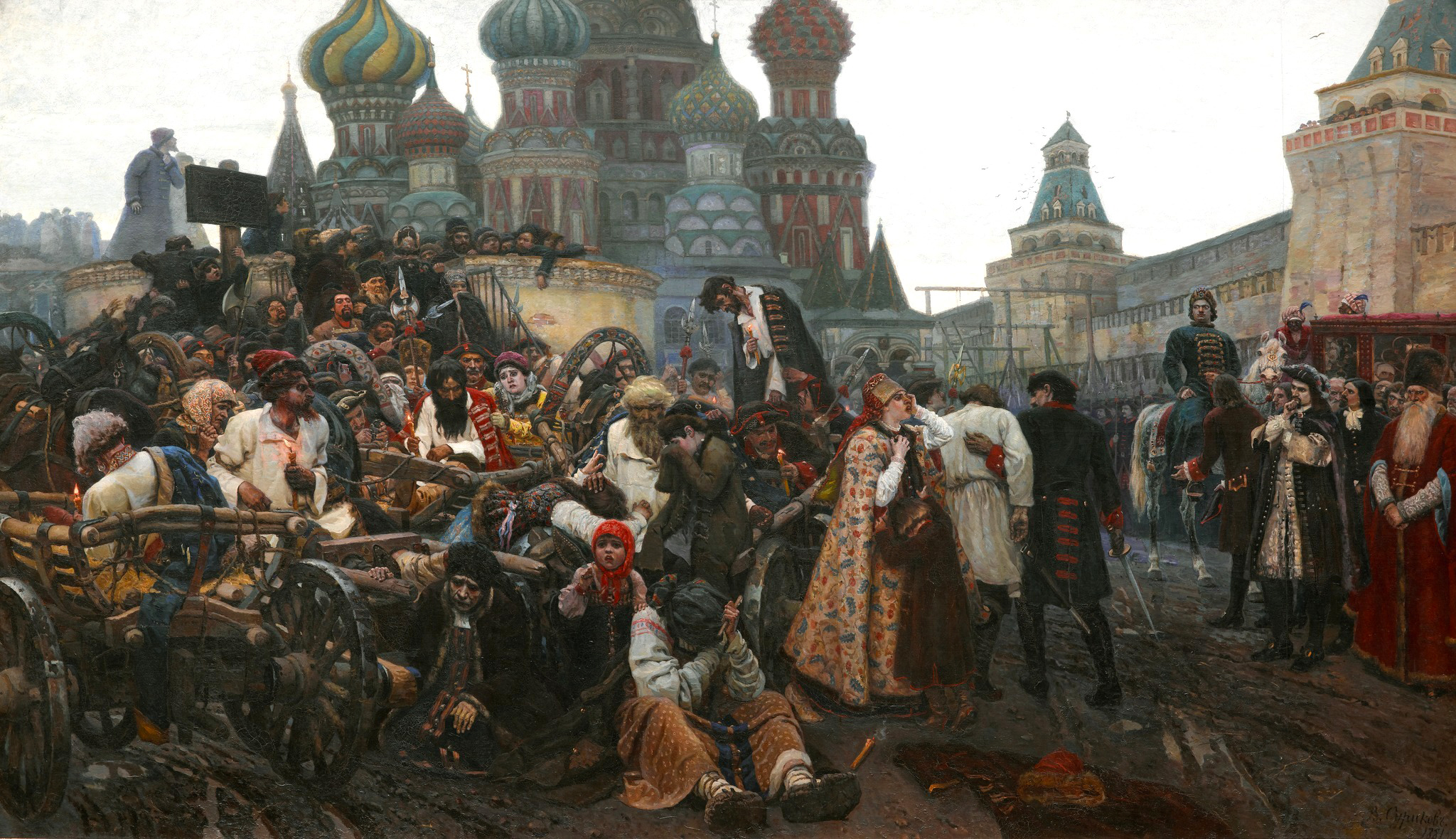
Le Matin de l'exécution des streltsy
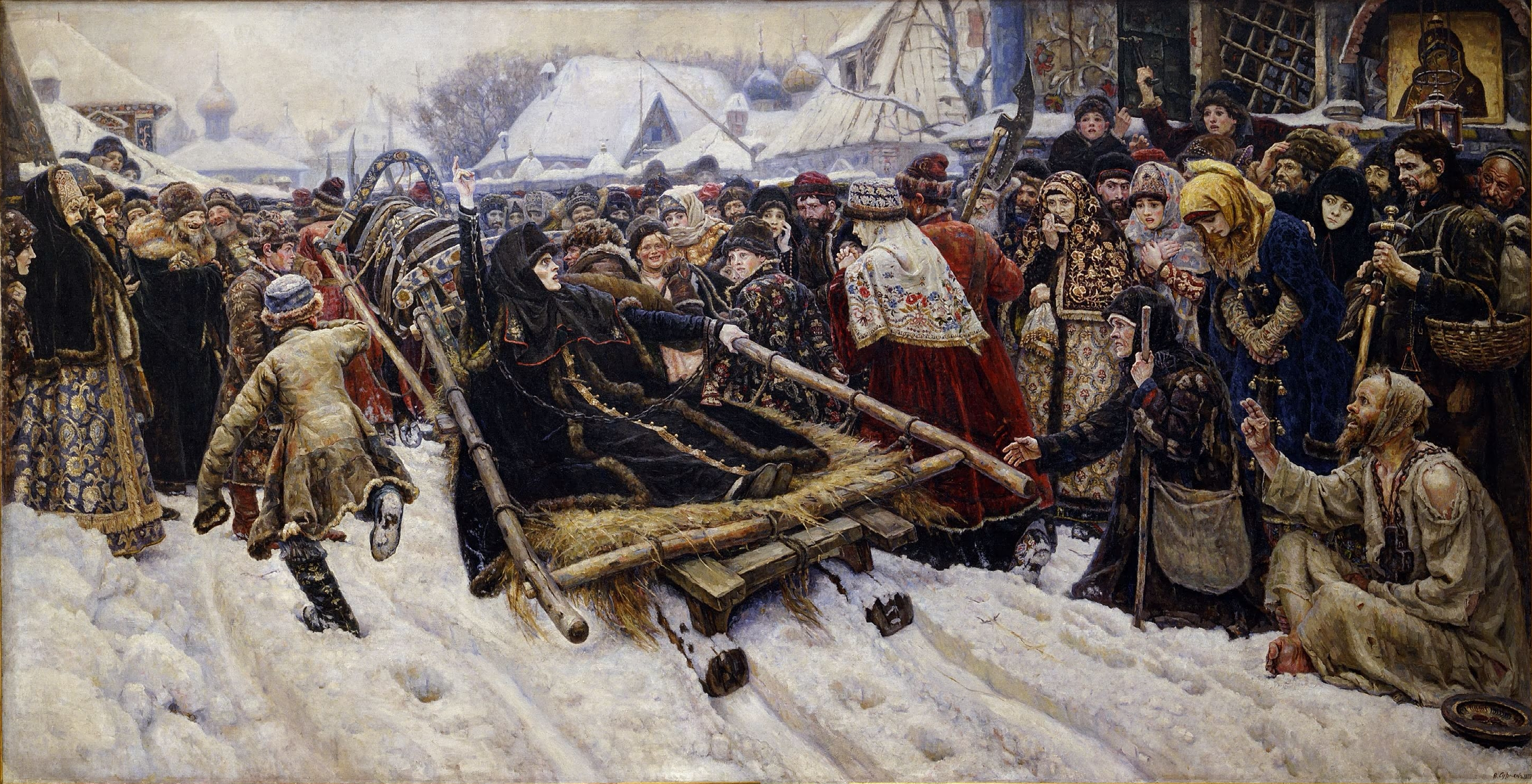
La Boyarine Morozova (1887), Galerie Tretiakov
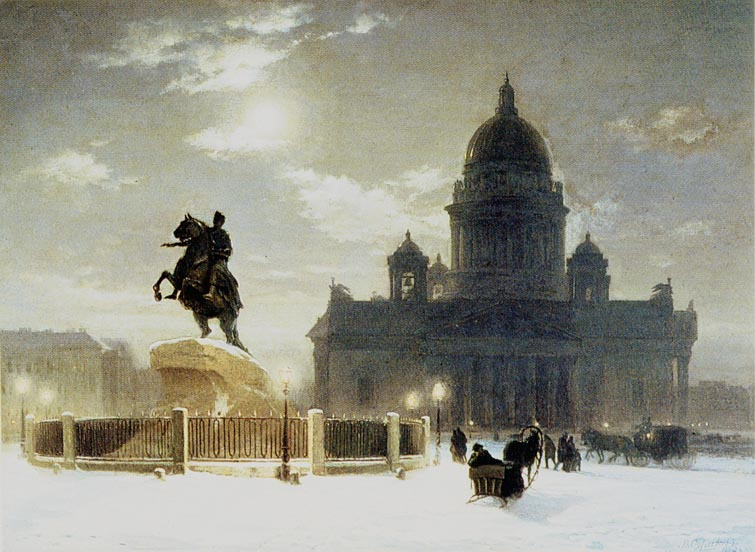
Vue de la statue équestre de Pierre le Grand sur la place du Sénat à Saint-Pétersbourg
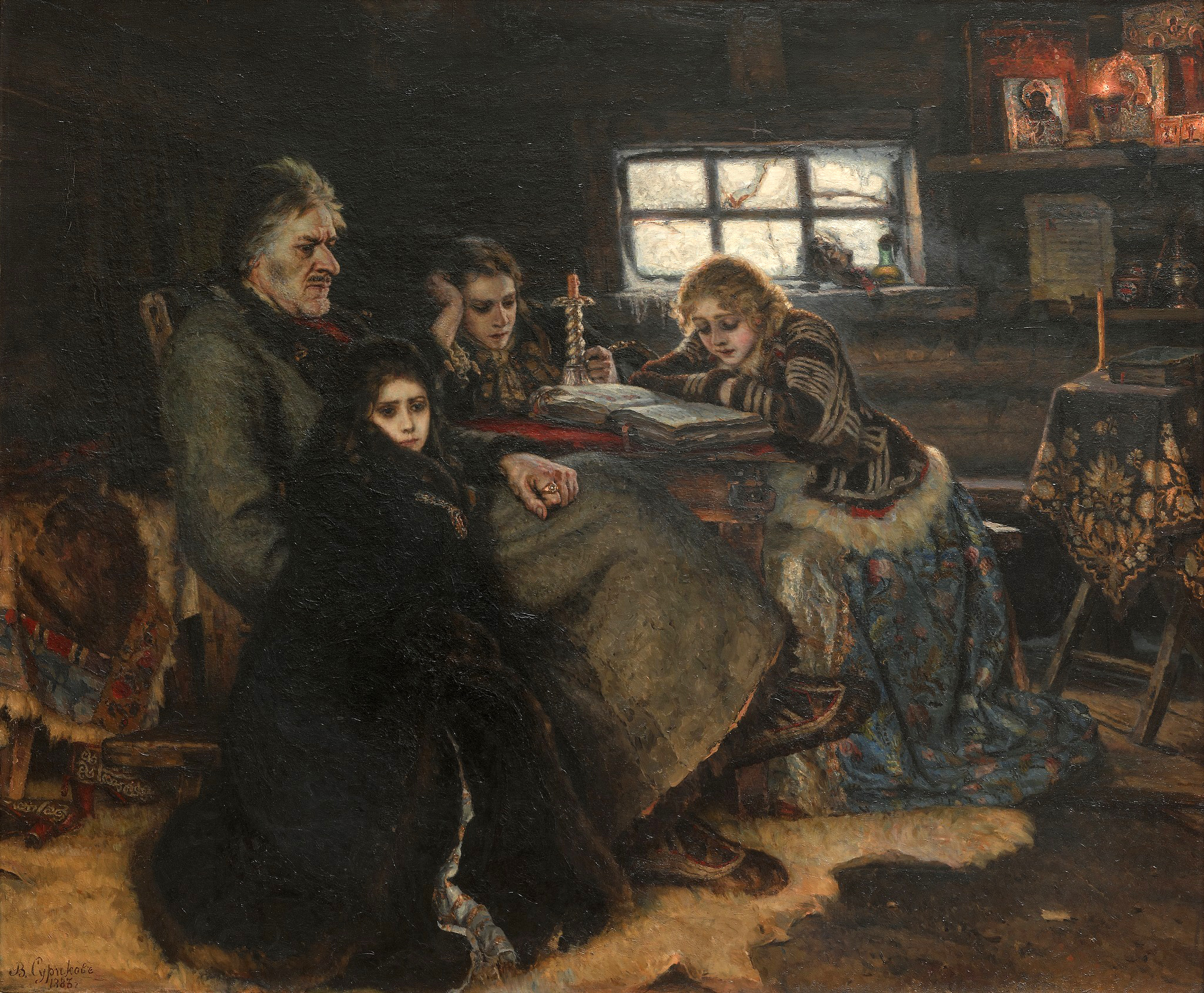
Menchikov à Beriozovo
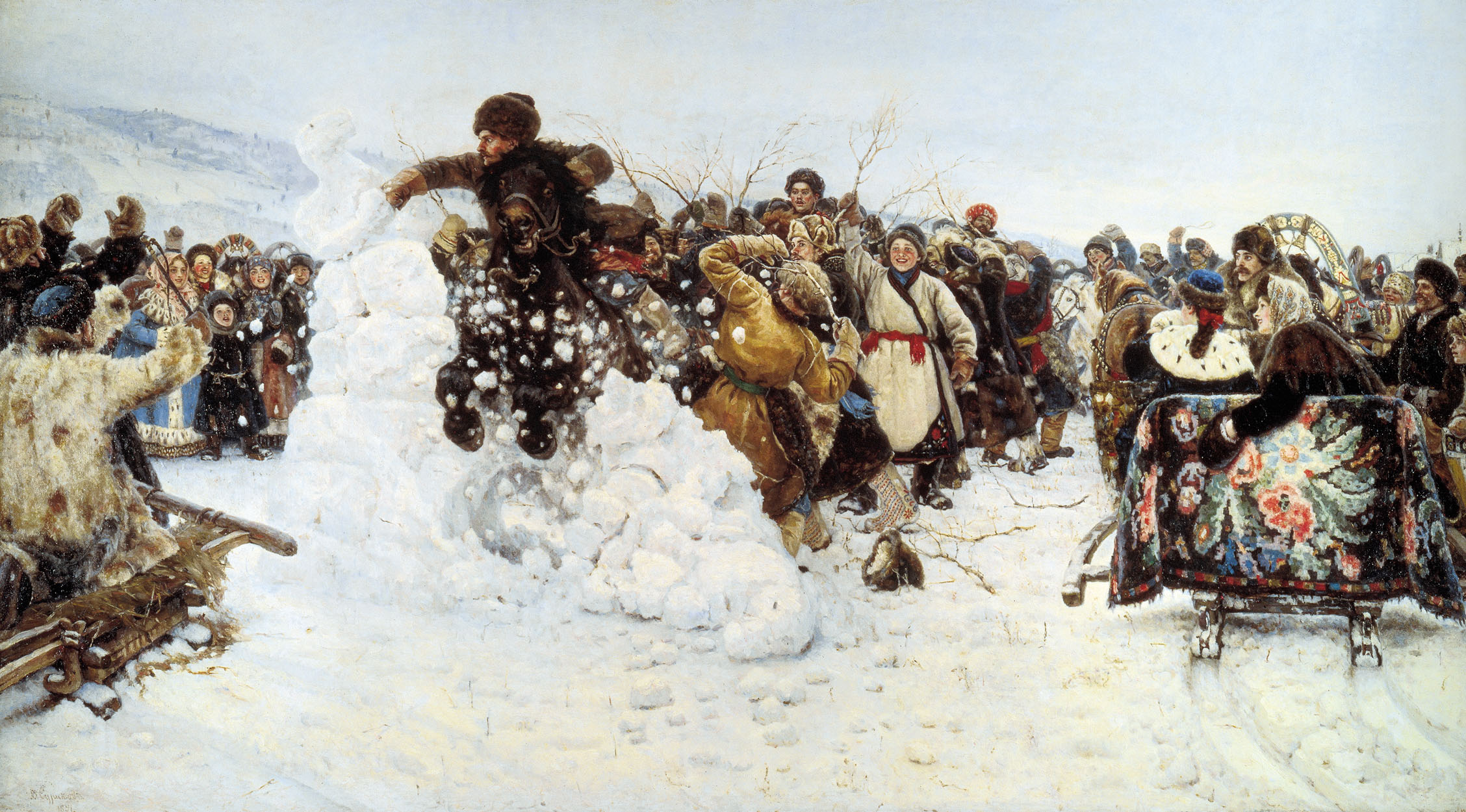
La Prise de la forteresse de neige
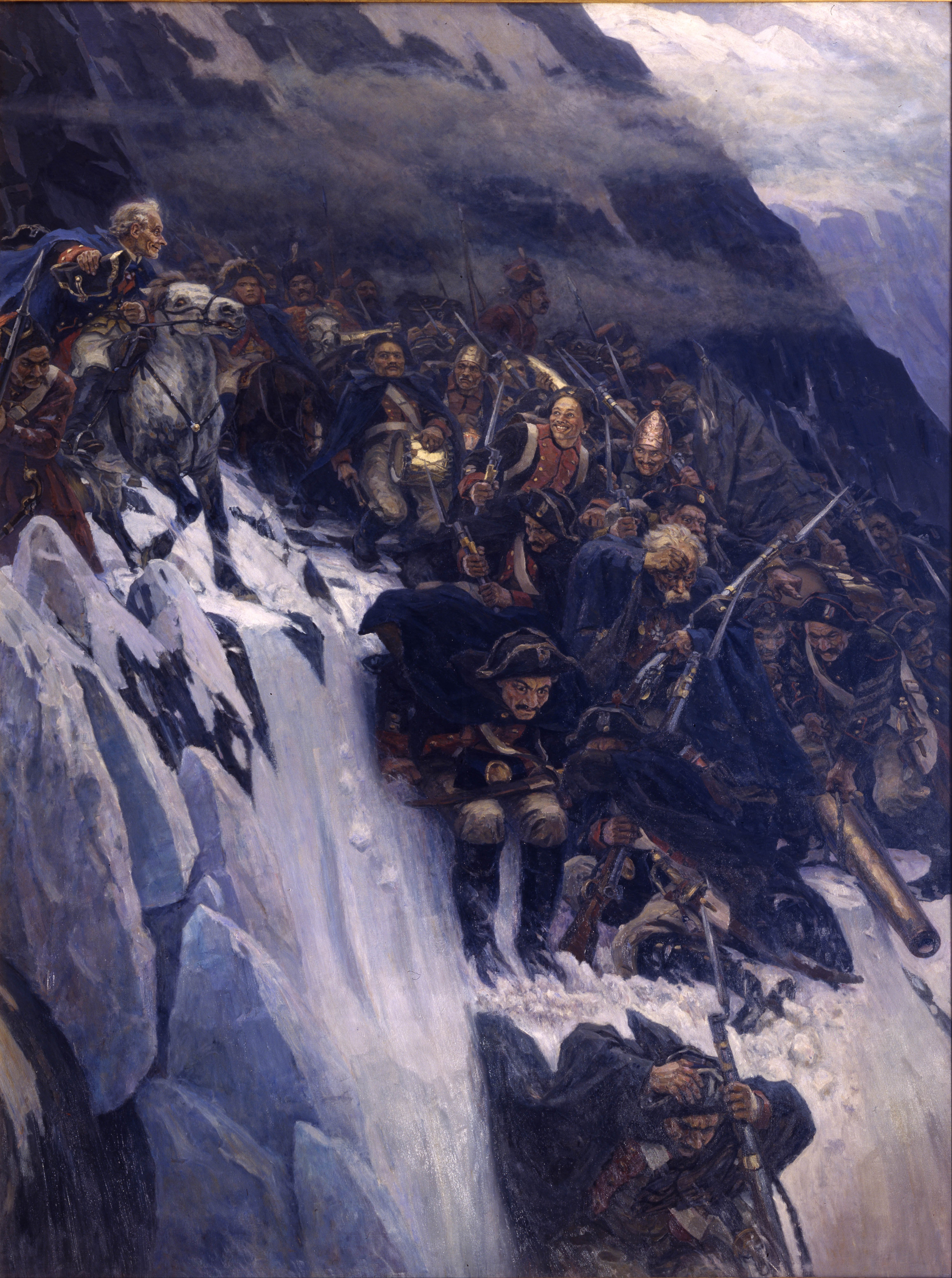
La traversée des Alpes de Souvorov
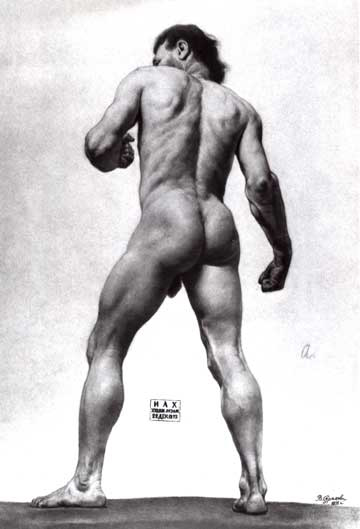
Étude d'homme
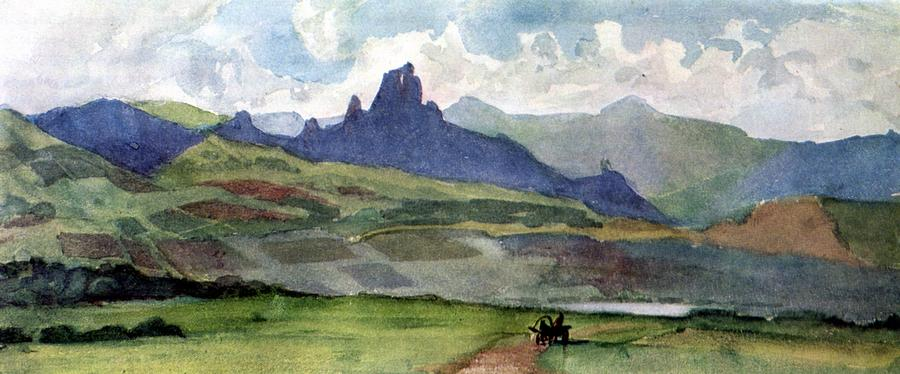
Steppe près de Minoussinsk
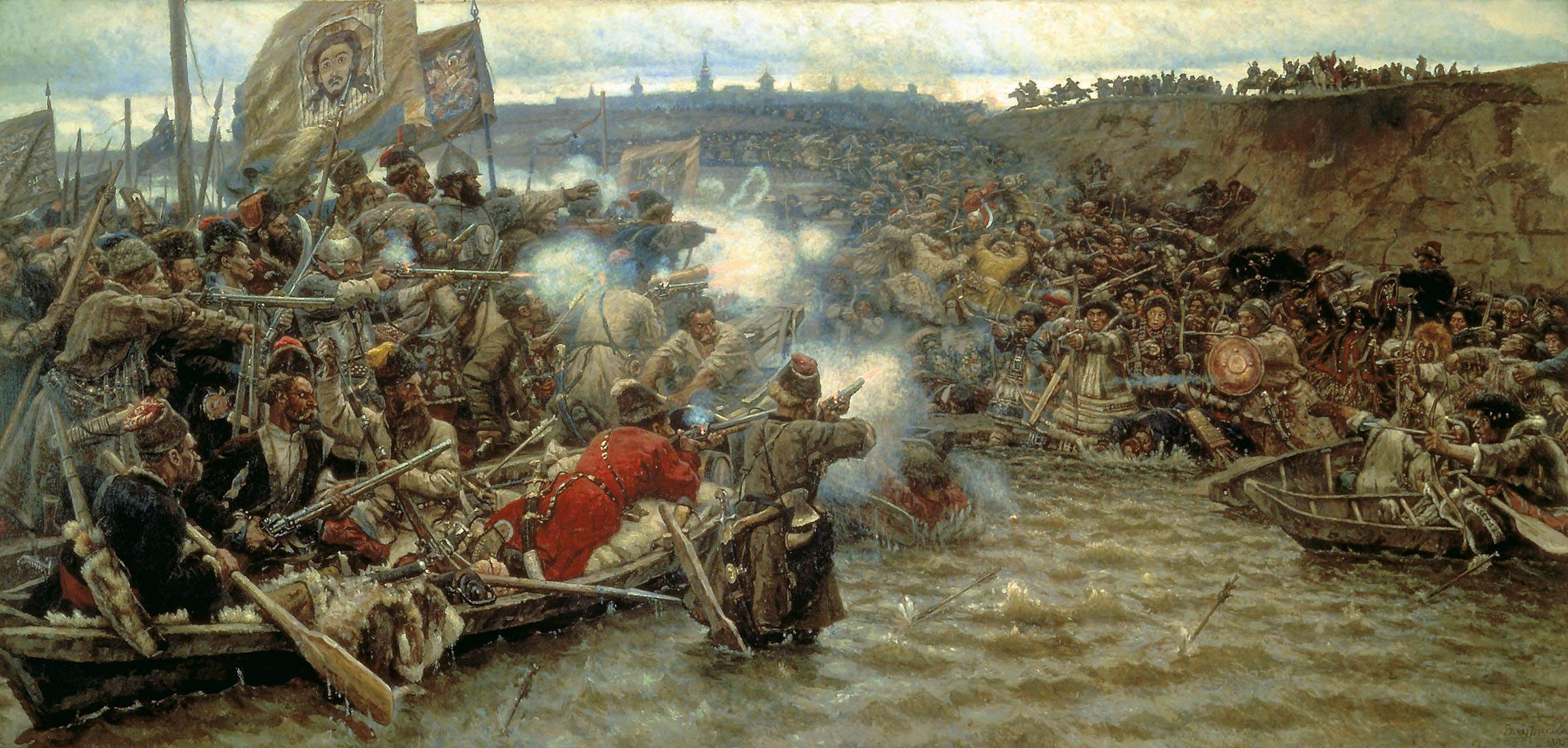
Conquête de la Sibérie par Ermak